# Concerto Cantoni
Il Concerto Cantoni è un'orchestra di musica da ballo. Fondata nel 1861 a Casale di Mezzani (PR) da Giuseppe Cantoni, l'orchestra è in attività ininterrottamente dal 1873.

## Storia
Il Concerto Cantoni è una formazione musicale composta da 10-11 esecutori. Nata nella seconda metà del XIX secolo, il suo repertorio copre la musica da ballo di coppia in voga all'epoca: valzer, polka e mazurca. Quando venne fondata rappresentò un'innovazione, innanzitutto perché per la prima volta rese fruibile anche ai contadini e alle classi più umili la musica da ballo, fino ad allora presente solo nelle case dei nobili (gli unici che potevano permettersi di pagare i musicisti). Il Concerto nacque con le tradizionali feste contadine, che si svolgevano in occasione dei raccolti (come mietitura e vendemmia) e delle sagre; in pochi anni divenne noto in tutto il parmense e nelle province limitrofe e la sua partecipazione divenne molto richiesta.
Una peculiarità del Concerto Cantoni è il tipo di strumenti utilizzati: quasi tutti fiati, questo lo differenziò dalle formazioni romagnole (per la mancanza di batteria), da quelle modenesi (assenza della fisarmonica) e da quelle reggiane (per l'assenza sia della fisarmonica che dei violini). La formazione tipo è costituita dai seguenti elementi: due "quartini" o clarinetti piccoli, uno o due clarinetti, due trombe, un trombone, un basso tuba, tre flicorni e il contrabbasso. Dal punto di vista musicale, i pezzi proposti dal Concerto sono caratterizzati dalla struttura AB: inizio corale, poi nel prosieguo dell'esecuzione emergono i solisti. Tra gli strumenti solisti utilizzati, oltre al clarinetto piccolo e alla tromba, un'ulteriore novità sarà l'impiego del bombardino. Particolare è anche il modo di richiamare il pubblico con l'invito: prima dell'inizio della festa, all'imbrunire, quando la gente tornava dal lavoro, un quartino, posizionato o in un punto elevato, su un balcone, a una finestra o talvolta anche su un albero, richiama il pubblico eseguendo un brano da solista.
Un fattore che caratterizzerà e distinguerà il Concerto Cantoni è la presenza di tanti musicisti appartenenti alla stessa famiglia. Al momento della fondazione, Giuseppe Cantoni impiegò i propri figli per suonare i vari strumenti; solo i clarinetti vennero suonati da musicisti esterni. Nella storia dell'orchestra si calcola che siano stati almeno una cinquantina gli elementi appartenenti alla famiglia Cantoni. I clarinettisti, inizialmente provenienti dalla famiglia Frazzi di San Secondo, furono successivamente assoldati un po' da tutto il parmense e dalle province limitrofe. Tra i più celebri quartini che si sono esibiti nella formazione si possono citare: Tienno Pattacini da Barco, Leonildo Casanova di Colorno (che poi diede vita a un proprio concerto),  Bianchi da Brescello, Martini e Bonati (detto "Tinola") da Vigatto, Ettore Mora di Felino, Eugenio Giandebiaggi, detto "Biasel", di Coltaro, Antonio Frazzi "Jofini" e Massimo Ferraguti (oggi insegnante di Sassofono al Conservatorio Arrigo Boito di Parma).
Sulla scia del concerto Cantoni nacquero nel corso degli anni diversi altri concerti a fiato: il concerto Pinazzi di Bocca d'Enza, il concerto di Barco di Bibbiano, il concerto Rossi-Jofini di Roccabianca, il concerto Capelli di Pieveottoville e il concerto Casanova di Colorno.
Nel 2004 a Coltaro di Sissa è stato inaugurato un museo che espone i cimeli di questa formazione musicale, ideato e realizzato da Eugenio Martani, appassionato studioso e ricercatore di musica popolare, attuale direttore del Concerto Cantoni. 
Nell'agosto 2009, in occasione del centenario della morte di Giuseppe, il comune di Mezzani ha posto una targa sulla casa dei Cantoni.

## Cronologia dei direttori dell'orchestra
Il fondatore Giuseppe Cantoni diresse il concerto come attività collaterale (svolse la professione di agricoltore) fino poco prima della morte. Il testimone passò al figlio Riccardo (Mezzani, 9 aprile 1869 – Colorno, 24 giugno 1929) che uscì dai confini della provincia di Parma facendo conoscere la formazione a Piacenza, a Mantova e a Reggio Emilia. Gli successe il figlio Fernando: sotto la sua direzione il concerto divenne un'orchestra professionista ed effettuò anche alcune incisioni.

Dopo la Seconda guerra mondiale prese le redini il figlio di Fernando, Serino (Mezzani, 15 aprile 1926 - Parma, 27 novembre 2012), che negli anni 1960 portò il concerto anche sul set di alcuni film di Bernardo Bertolucci come Novecento, La strategia del ragno e La tragedia di un uomo ridicolo; inoltre collaborò artisticamente con Giorgio Strehler e Roberto Leydi.
L'attuale direttore del Concerto Cantoni è Eugenio Martani.